# Jean Dolidier

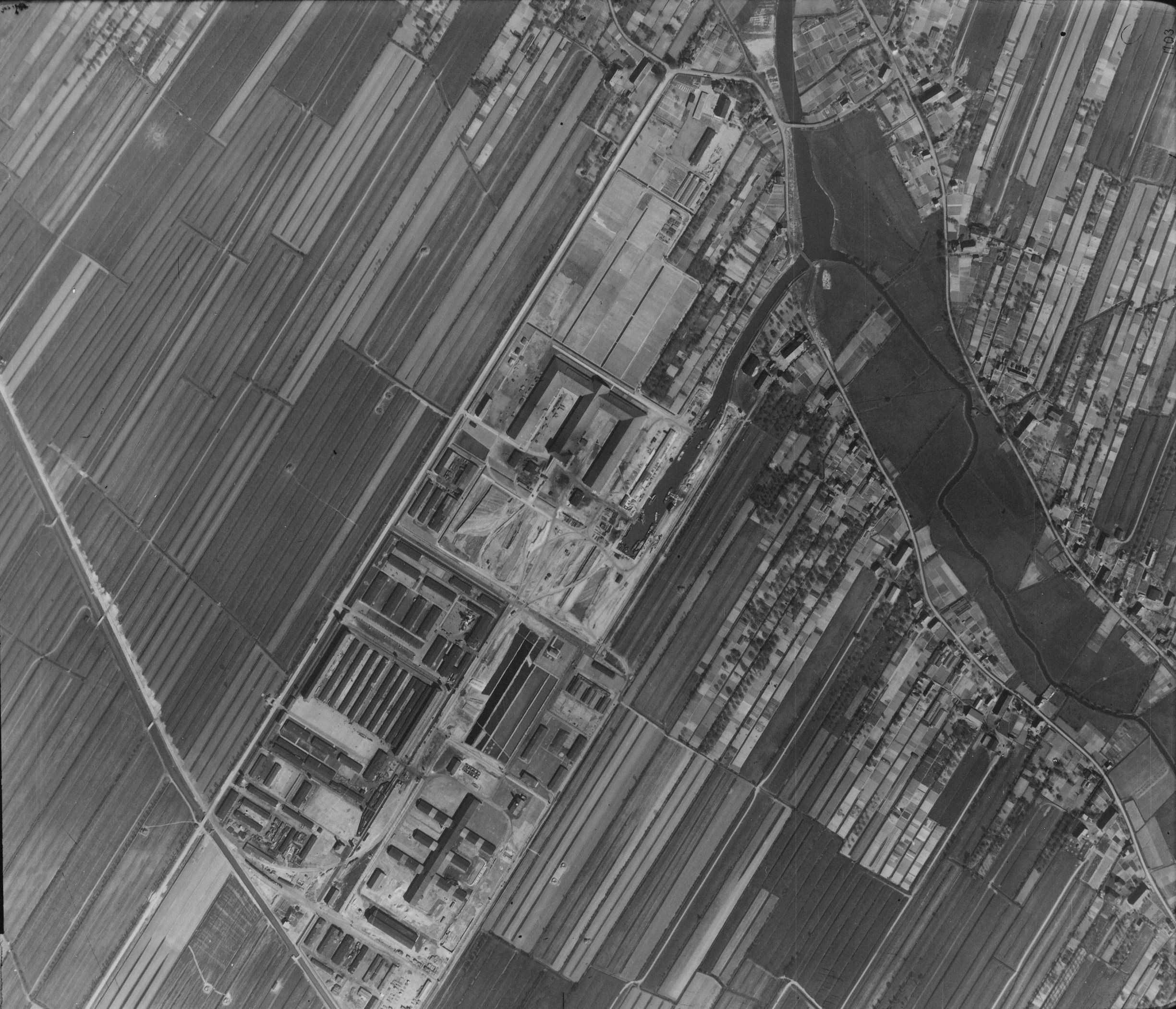
KZ Neuengamme 1945

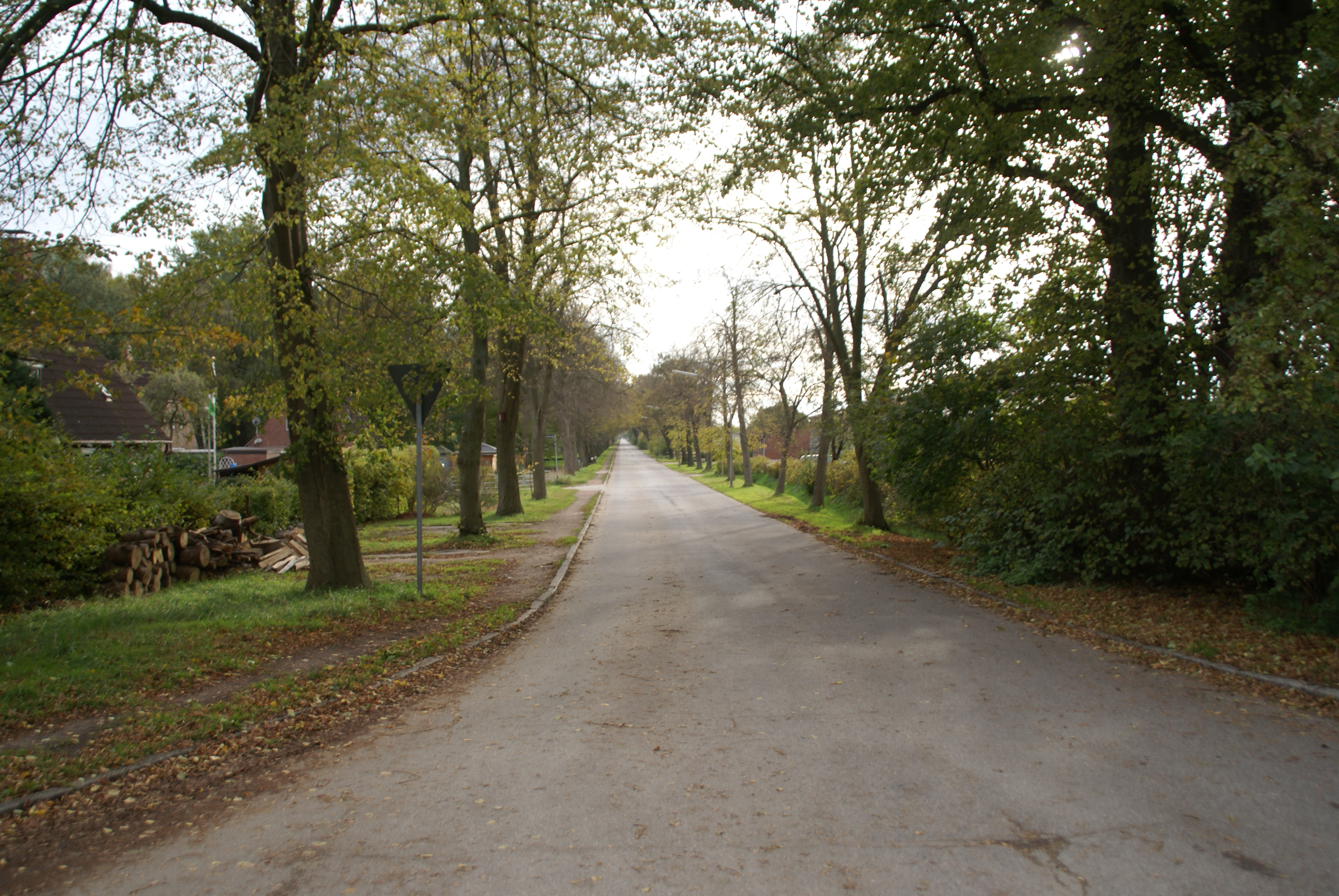
Jean-Dolidier-Weg in Neuengamme

Jean-Aimé Dolidier (* 30. April 1906; † 1971) war ein französischer Gewerkschafter und überlebender Häftling des KZ Neuengamme in Hamburg.

## Leben
Dolidier wurde als Widerstandskämpfer der Résistance 1943 gefangen genommen. Er war im Dezember 1943 in der Zitadelle von Sisteron und im Januar 1944 im Gefangenenlager Voves inhaftiert, bevor er ins KZ Neuengamme deportiert wurde. 
Er war Gründungsmitglied und Präsident der Amicale Internationale de Neuengamme. Die Amicales waren Häftlingsvereinigungen, die sich als Komitee unter dem Namen des jeweiligen Konzentrationslagers an vielen Orten ab 1945 bildeten. Dolidier gehörte auch der Denkmalskommission an, die 1953 die Aufstellung einer ersten Gedenksäule initiierte und damit den Grundstein für die spätere KZ-Gedenkstätte Neuengamme legte. Sie wurde auf dem Gelände der ehemaligen Lagergärtnerei platziert, auf dem die SS die Asche der im Krematorium Verbrannten als Dünger verstreuen ließ.

## Ehrungen
Im französischen Pierrefitte-sur-Seine ist seit 1971 ein kommunales Gesundheitszentrum nach ihm benannt. Die Straße Jean-Dolidier-Weg in Neuengamme trägt seit 1986 ihm zu Ehren seinen Namen. Sie hieß ehedem Neuengammer Heerweg und war die Zufahrtsstraße zum ehemaligen Konzentrationslager bzw. zur heutigen KZ-Gedenkstätte Neuengamme.